# Motithang
Motithang (Dzongkha für dt.: „Perlen-Weide“) ist ein nordwestlicher Vorort von Thimphu, Bhutan. Der Fluss Chubachu trennt den Distrikt von Kawajangsa weiter nördlich und Chubachu im Osten.

## Geographie
Das Gebiet am Fuß der Berge im Westen des Stadtzentrums hat sich erst seit den 1980ern zu einer Siedlung entwickelt, nachdem dort 1974 im Wald das Motithang Hotel erbaut wurde, anlässlich der Krönung von Jigme Singye Wangchuck. 
Außer dem Motithang Hotel gibt es in dem Distrikt weitere luxuriöse Gästehäuser, wie das Kungacholing und das Lhundupling, Rapten Apartments und das Amankora Thimphu. Die National Commission for Cultural Affairs, ein Büro der UNICEF und mehrere Einkaufsläden (Lhatshog Supermarket) finden sich ebenfalls in dem Gebiet.

## Bildung
Im Distrikt befindet sich die Motithang Higher Secondary School und die Jigme Namgyal School.

## Sehenswürdigkeiten
Das Motithang Takin Preserve ist ein kleines Schutzgebiet für die Takine, in dem Touristen den halbwilden Tieren sehr nahe kommen können.